# Cleomenes rufobasalis
Cleomenes rufobasalis är en skalbaggsart som beskrevs av Holzschuh 1991. Cleomenes rufobasalis ingår i släktet Cleomenes och familjen långhorningar. Inga underarter finns listade i Catalogue of Life.